# Russelliana diosteae
Russelliana diosteae är en insektsart som beskrevs av Burckhardt 2008. Russelliana diosteae ingår i släktet Russelliana och familjen rundbladloppor. Inga underarter finns listade i Catalogue of Life.